# Eois golosata
Eois golosata là một loài bướm đêm trong họ Geometridae.